# Jauja (Córdoba)
Jauja es una localidad española del municipio de Lucena, perteneciente a la provincia de Córdoba, en la comunidad autónoma de Andalucía. En 2021 contaba con 878 habitantes.

## Geografía
Está situada a orillas del río Genil, a más de 20 km de Lucena y a escasos 2 km de la localidad sevillana de Badolatosa.  En la localidad destaca su entorno natural rodeado de sierras, pinares y olivares, atravesado por el río Genil.

## Historia
A mediados del siglo XIX, el lugar, ya por entonces perteneciente a Lucena, tenía contabilizada una población de 500 habitantes. Aparece descrito en el noveno volumen del Diccionario geográfico-estadístico-histórico de España y sus posesiones de Ultramar de Pascual Madoz de la siguiente manera:

JAUJA: ald. en la prov. y dióc. de Córdoba (13 leg.), part. jud. y ayunt. de Lucena (3), aud. terr. y c. g. de Sevilla (23): sit. en una hondonada con poca ventilacion, siendo las enfermedades reinantes catarrales y tercianas. Tiene 100 casas, bajas de techo y mal distribuidas, formando cuerpo de pobl.; igl. parr. (San José), fundada en el año de 1693; tiene 38 varas de largo y 18 de ancho, y está servida por un cura párroco que nombra el duque de Medinaceli, y ademas 3 esclaustrados: hay escuela de primeras letras y un cementerio bien situado. Este pueblo se halla enclavado en el térm. de Lucena, y confina por N. Cabra y Aguilar; S. Archidona y Antequera; E. Rute, y O Estepa. El terreno es de buena calidad, bañándolo el r. Genil, para cuyo tránsito hay una barca; pasa tocando las casas, las cuales son muy alegres y divertidas, tanto por esta circunstancia cuanto por las muchas huertas que las rodean. Los caminos son de pueblo á pueblo, y la correspondencia se recibe de Lucena. prod.: cereales, aceite, vino y muchas frutas y hortaliza; ganado caballar, vacuno y de cerda; caza de conejos, liebres y perdices, y pesca de barbos, anguilas y otros peces menores. ind.: la agrícola, 2 molinos de aceite y uno harinero. comercio: esportacion de frutas, hortalizas, aceite y algunos cereales, é importacion de los art. de que carecen, que traen principalmente de la cab. del part. pobl.: 100 vec., 500 alm. contr.: con el ayunt. El presupuesto municipal es de 2,338 rs. que se cubren por reparto vecinal. Para su gobierno interior hay un alc. pedáneo.
(Madoz, 1847, p. 608)

## Patrimonio
En la localidad hay una iglesia parroquial bajo la advocación de San José, de transición del barroco al neoclásico (segunda mitad del siglo XVIII). En Jauja se encuentran unas aceñas árabes, junto al río Genil y el paseo junto a su margen, así como un Centro de Interpretación y museo del Bandolerismo Romántico (ruta del Tempranillo, bandolero del siglo XIX nacido en Jauja). 